# Buenas tardes, Eli
Buenas tardes, Eli, también conocido como Aló, Elí, fue un programa de televisión chileno que nació en la década de 1990 bajo el alero de la presentadora de televisión, Eli de Caso. El programa de televisión, emitido en La Red (1991-1992), Megavisión (1992-2000) y TVN (2001-2004), se hizo conocido por ser pionero en tratar temas de ayuda social en la televisión abierta, en donde los televidentes podrían llamar y escribir para recibir consejos y ayuda referente a sus problemáticas diarias.

## Historia

### Inicios (1991-1992)
Se estrenó en directo el 13 de mayo de 1991 y, a cargo del gerente general Sergio Melnick, en La Red, vio nacer uno de los programas pioneros en Chile sobre ayuda social.
Para la idea creativa del programa, en un principio, junto a Hugo Soto Orellana, cofundador del programa y director con Melnick tomaron como referencia una sección del programa Sábados gigantes que se llamaba Sábados gigantes a sus órdenes, en donde se mostraba una dinámica similar a lo que se mostraría, con especialistas puestos a disposición de los televidentes e iba a ser nombrado como “Aló... Aló...”.
Más adelante, la responsable y conductora del espacio sería la corredora de seguros Eli de Caso que debutó en la pantalla chica con el programa que llevó finalmente su nombre Aló... Eli.
Fueron nueve meses que el programa estuvo al aire en La Red, e independiente de los números de sintonía, el programa creció en popularidad. Era inminente la grúa televisiva que acechaba los techos del canal, así pues Megavisión tomó la iniciativa y logró llevarse a Eli de Caso y a Hugo Soto para seguir con su programa en el canal 9.
El último episodio emitido por La Red fue el viernes 3 de enero de 1992.

### 1992-2000
El primer episodio del segundo ciclo del programa fue el 16 de marzo de 1992, siguiendo dirigido por Hugo Soto Orellana y manteniendo la conducción de Eli de Caso en Megavisión, el programa siguió al aire pero bajo el nombre de Buenas tardes, Eli para diferenciarse de lo que ya se venía haciendo. 
La apuesta en el espacio de ayuda social resultó con éxito frente a la baja audiencia del canal, en donde la parrilla televisiva trata de apuntar a un público distinto, ya que desde sus primeras transmisiones en 1990 Megavisión era considerado como una estación televisiva para un público de estrato alto debido a que fue la primera red de televisión privada del país, pero con la incorporación de Eli de Caso y su programa al canal, eso cambió y la franja horaria de la tarde sería dominada en su totalidad, centrado principalmente en Santiago y sus alrededores, teniendo también la oportunidad de ser vistos nacionalmente.
Alrededor de 9 años estuvo al aire Buenas tardes, Eli en donde se probaron distintas fórmulas que llevaron al programa al éxito, una de ellas son las míticas sesiones como Reencuentros familiares o la Cámara acusete a cargo del productor Andrés Covarrubias y la periodista Maruzzella Cabiati, respectivamente. Esta última idea en donde Pepe Guixé fue precursor y activo participante del programa.
Los dos últimos años del programa en Megavisión fueron difíciles para todo el equipo, ya que las limitaciones económicas que impusieron los ejecutivos condicionaron también el desarrollo creativo del programa y la competencia, TVN, consciente de ello le ofrece migrar al canal con todo su equipo.
Para inicios de 2001 las movidas televisivas estaban ya concluidas, Eli de Caso preparaba su programa en TVN, pero Megavisión no se quedó atrás y contrata a Andrea Molina para un nuevo programa social llamado Hola, Andrea, lo que generó molestias en el equipo de Aló Eli, ya que acusaban una copia del espacio y arremeten en contra de su ex casa televisiva.
El 31 de diciembre de 2000, Eli de Caso y su equipo se cambian a TVN, mientras que Megavisión estrenó el 2 de enero de 2001 el primer programa de Hola, Andrea.

### Últimos años (2001-2004)
El último ciclo del exitoso programa marca su inicio el 19 de marzo de 2001 en Televisión Nacional de Chile. 
Tras su salida de Megavisión, el Buenas tardes, Eli se abrió camino a nuevo contenido para la audiencia, junto a Eli y su hija y coanimadora (que ya venía cumpliendo ese rol) Krishna Navas. Con el apoyo de los ejecutivos y de la mano de un antiguo compañero de estación Hugo Soto, director del espacio social, tuvieron la posibilidad de expandir su contenido llegando a más lugares de Chile, sumado a esto la señal internacional de la que TVN disponía.
Fue entonces cuando Eli De Caso enferma por cáncer tiroideo en el mismo año dejando el programa en manos de su hija, no obstante este periodo fue criticado por el rating del programa comparación a su competencia, por lo que Bárbara Rebolledo, rostro del canal, toma la conducción, pero la entonces periodista del matinal Buenos días a todos alcanzó a estar solo 20 días en la pantalla ya que el retorno de Eli de Caso tuvo nuevas sorpresas.
Para el 12 de noviembre de 2001 y con 20 días fuera de TVN, Eli de Caso vuelve con la salida de Rebolledo, y para sorpresa de todos el hombre que vio nacer el programa, Hugo Soto, fue desvinculado del programa. Todo esto a raíz de una supuesta divulgación del romance que la conductora ha mantenido con un panelista.
El 4 de marzo de 2002 Buenas tardes, Eli inicia su segunda temporada, pero ahora con cambios sustanciales en la línea editorial, incorporando a Reinaldo Sepúlveda, director del área deportiva, Tita Colodro, directora ejecutiva e Isabel Tolosa.
Para el 2004 el programa ya como Eli, contigo mejor llega a su fin con la transformación de la esencia del espacio, lejos de lo que era cuando empezó en La Red, se había transformado en un talk show llamado Hable con Eli en 2003, en donde Eli de Caso traía invitados famosos y conversaban de distintas temáticas en el.

## Formato radial
Durante 13 años (desde mayo de 2005 hasta marzo de 2018) en Radio Agricultura estuvo al aire el programa radial Aló Agricultura el cual era una adaptación del Buenas tardes Eli, en donde se hablaba de distintos temas con invitados especialistas.